# کستر (سیگار)
کستر (به انگلیسی: Caster) یک برند سیگار ایجاد شده در ژاپن است؛ که توسط تنباکوی ژاپن تولید می‌شده است. مالک فعلی این برند تنباکوی ژاپن است. این برند در سال ۱ ژوئیه ۱۹۸۲ پایه‌گذاری گردید.
تولید سیگارهای این برند از سال نوامبر ۲۰۱۶ متوقف شده‌است.